# Michel Nguyên Khác Ngu
Michel Nguyên Khác Ngu (* 2. Februar 1909 in Van Dôn, Vietnam; † 10. Juni 2009) war römisch-katholischer Bischof von Long Xuyên. Sein Name kombiniert westliche Namenstradition (Michel als Vorname vor den Familiennamen Nguyên) mit vietnamesischer (Khác Ngu als persönlicher Name steht hinter dem Familiennamen).

## Leben
Nguyên Khác Ngu studierte in Lạng Sơn und Paris. Nach seiner Priesterweihe am 29. Juni 1934 war er im Priesterseminar in Lạng Sơn, der Seelsorge und für das Sekretariat der Apostolischen Delegation in Huế tätig.
Am 24. November 1960 wurde er von Papst Johannes XXIII. zum ersten Bischof des Bistums Long Xuyên ernannt. Die Bischofsweihe spendete ihm am 22. Januar 1961 der Erzbischof von Huê, Pierre Martin Ngô Đình Thục. Mitkonsekratoren waren der emeritierte Apostolische Vikar von Saigon, Marie Pierre Jean Cassaigne MEP, und der emeritierte Apostolische Vikar von Phát Diệm, Thaddée Le Huu Tu OCist.
Er nahm an allen vier Sitzungsperioden des Zweiten Vatikanischen Konzils als Konzilsvater teil.
Seinem Rücktrittsgesuch wurde am 30. Dezember 1997 durch Papst Johannes Paul II. stattgegeben.